# Ulica Kasprusie w Zakopanem
Ulica Kasprusie – ulica położona w Zakopanem, w historycznej dzielnicy Kasprusie, w najbliższym otoczeniu dwóch potoków: Spadowiec i Młyniska.

## Historia
Obszary przez które prowadzi obecnie ulica były dawniej łąkami należącymi do rodziny Gąsieniców-Kasprusiów. Ulicę wytyczono w połowie XIX w. jako trakt góralski z centrum Zakopanego do gospodarstw położonych u wylotu Doliny Strążyskiej. Po wprowadzeniu nazewnictwa ulic uporządkowano numerację domów, dzieląc osiedle Kasprusie na kilka ulic. Starą nazwę pozostawiono dla głównej drogi. W poł. XX wieku jej odcinek za Małym Żywczańskim przemianowano na ul. Strążyską.

## Zabudowa
Na odcinku od ul. Kościeliskiej do willi Atmy ulica stanowi zlepek starego i nowego budownictwa. Obok nowoczesnego osiedla Kasprusie stoją drewniane chałupy góralskie z XIX wieku. Ważnymi budynkami przy ulicy są :
- dom nr.17 zwany Czerwonym Dworem od charakterystycznego czerwonego dachu.
- dom nr.4, w którym mieszkała dawniej rodzina słynnych przewodników tatrzańskich Wawrytków.